# San Gregorio della Divina Pietà
San Gregorio della Divina Pietà ou Igreja de São Gregório da Divina Misericórdia é uma pequena igreja no rione Sant'Angelo de Roma, Itália, na Piazza Gerusalemme, ao norte da Ilha Tiberina na extremidade norte da Ponte Fabrício (ou Ponte das quatro Cabeças) e a leste da Grande Sinagoga (Tempio Maggiore). Era conhecida também como San Gregorio a Ponte Quattro Capi.

## História e exterior
O santuário cristão neste local tem origem muito antiga, mas o primeiro documento citando-o é do século XII. Ele foi construído sobre as propriedades da gente Anícia e foi posteriormente dedicado a São Gregório Magno, que, segundo a tradição, teria nascido ali.
San Gregorio foi declarada uma igreja paroquial e assim permaneceu até 1729, mesmo tendo perdido quase todo o terreno onde está quando foi criado o Gueto de Roma (Ghetto). Neste ano, o edifício retangular foi restaurado por Filippo Barigioni a pedido do papa Bento XIII (r. 1724–1730) e doado para a "Congregação da Operai della Divina Pietà" ("Obras da Misericórdia Divina"), fundada em 1679 para ajudar famílias bem estabelecidas que recaíram na pobreza — o nome atual da igreja deriva daí. Num ponto baixo da parede norte está uma abertura para esmolas do século XVIII com uma inscrição, "Esmolas para os pobres, famílias honradas e envergonhadas". A uns poucos metros adiante está outra abertura com a inscrição "MEMORIALI" e utilizada para informar aos padres os nomes das pessoas ou famílias em dificuldades financeiras.
A igreja estava localizada originalmente no rione Ripa, mas, depois das demolições à volta do Teatro de Marcelo entre 1926 e 1930, acabou no rione Sant'Angelo. Até 1870, o papa exigia que os judeus que viviam perto do gueto comparecessem a sermões compulsórios (em italiano:  "prediche coatte") todos os sabás em frente da igreja, que estava de frente para os dois portões do bairro judeu, mas eles evitavam ouvi-los colocando cera nos ouvidos. Por conta disto, durante a reforma de 1858, uma inscrição bilíngue (hebreu e latim) de uma passagem do Livro de Isaías na qual Deus reclama da obstinação dos judeus (Isaías 65:2–3) foi colocada na fachada.
A fachada de Barigioni está decorada por uma pintura da "Crucificação", de Etienne Parrocel, numa moldura oval.

## Interior
O interior é retangular e apresenta uma única nave. Na abóbada está uma "Assunção de Maria", de Giuseppe Sereni e no altar-mor, uma "Madona da Divina Misericórdia", de Gilles Hallet. Andrea Casali pintou "Êxtase de São Filipe Néri" à direita do altar e dois ovais de santos franciscanos.

## Galeria

Imagens da igreja
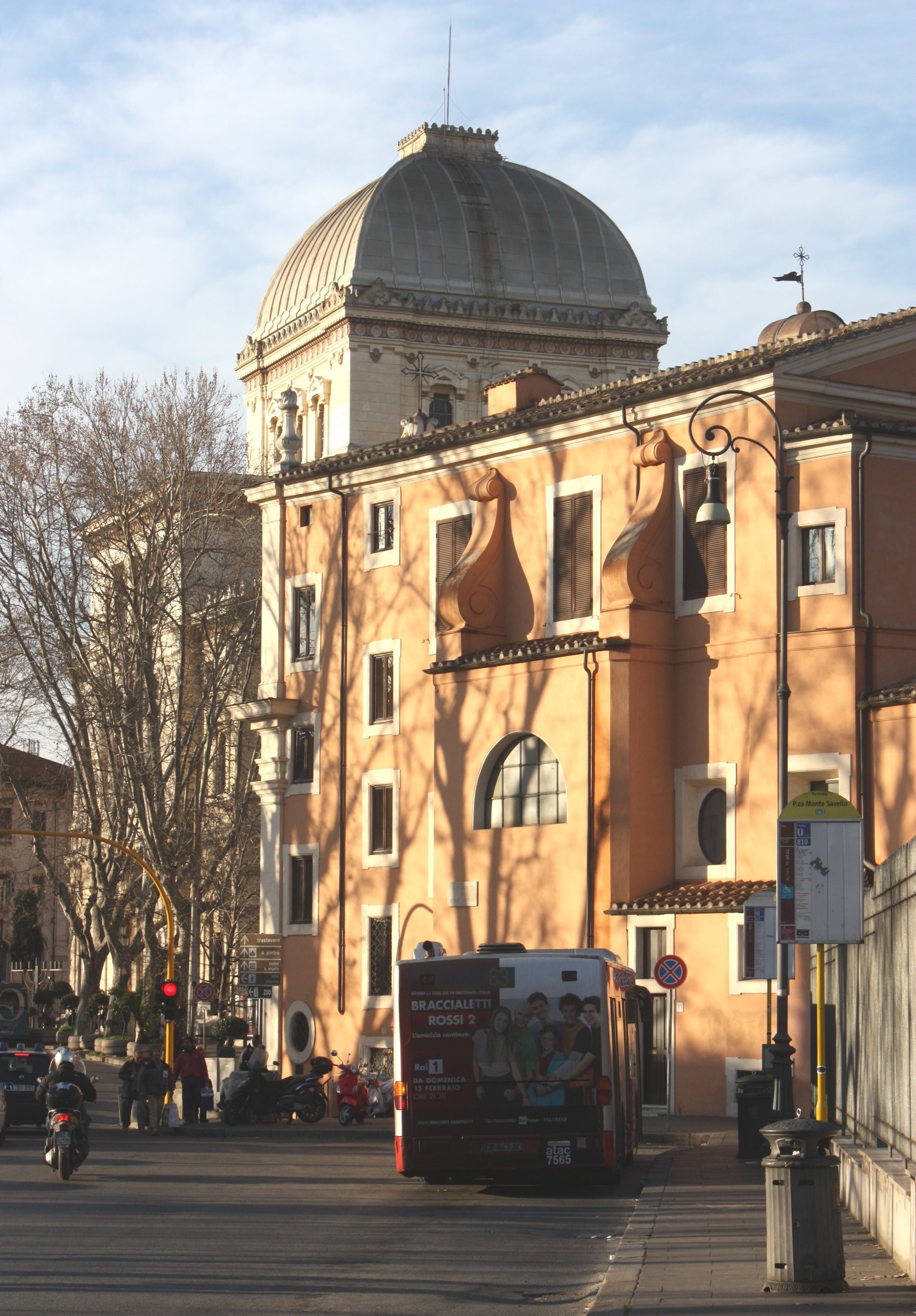
Lateral da igreja e, ao fundo, a Grande Sinagoga de Roma
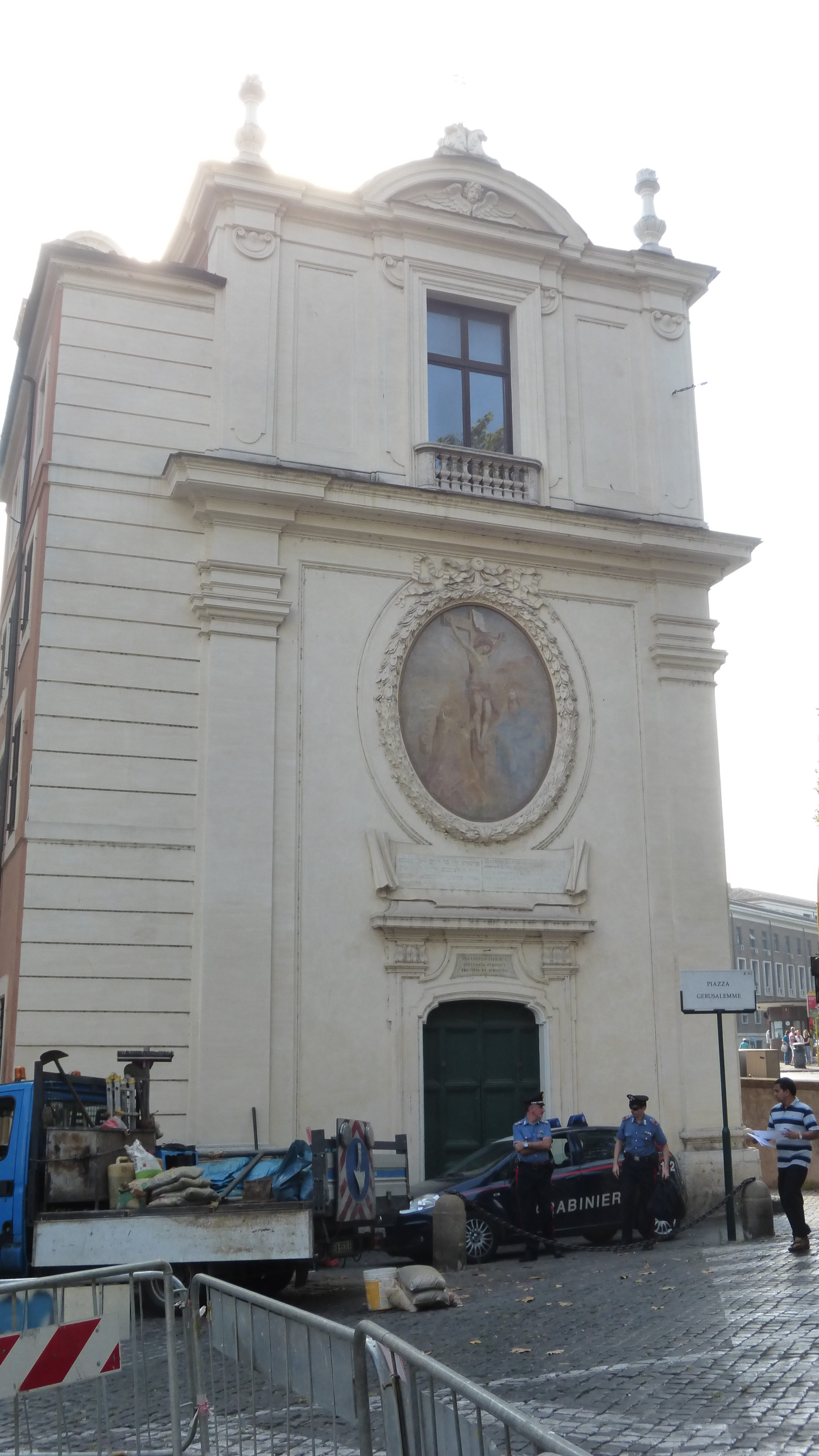
Fachada
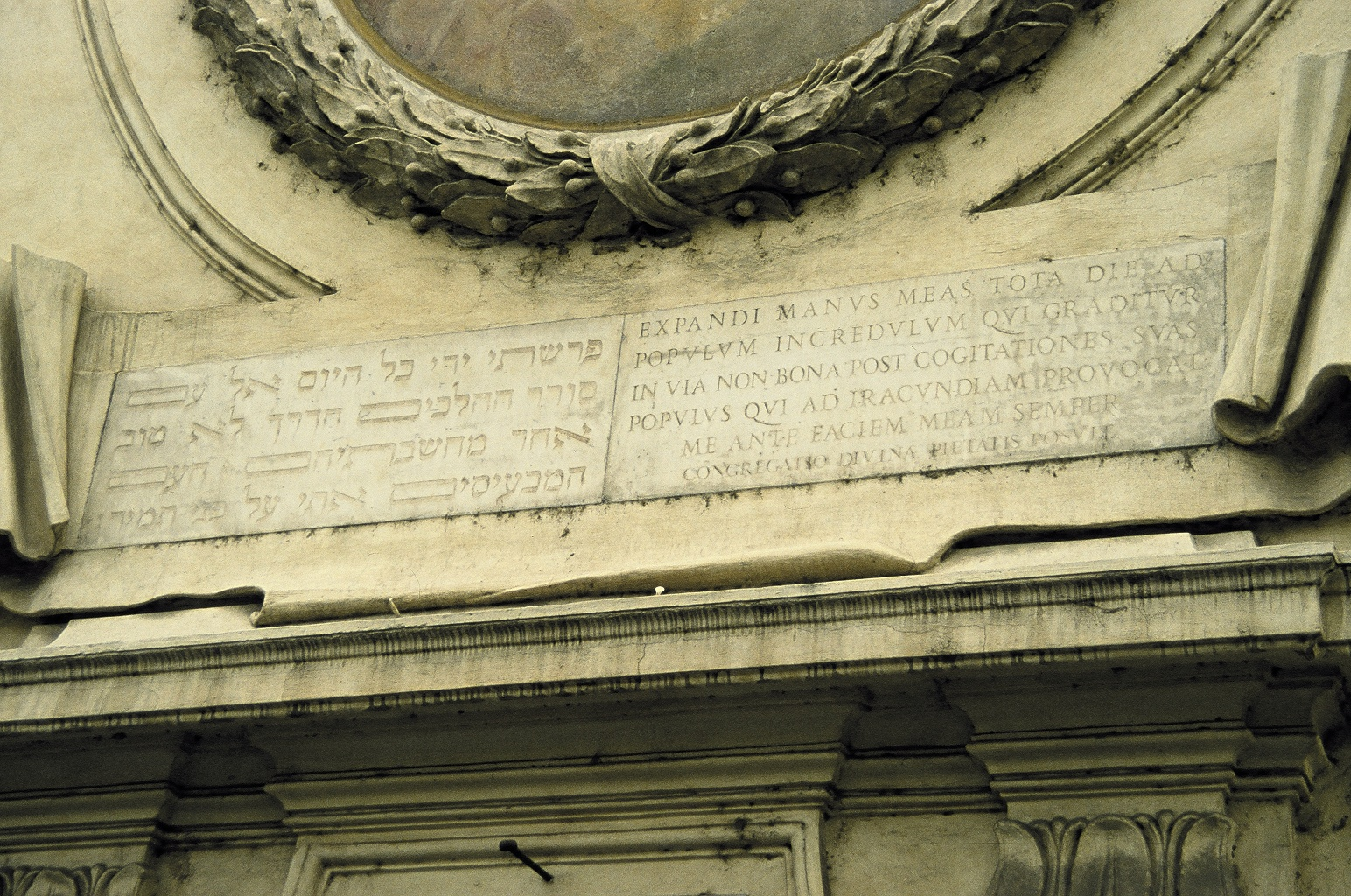
Inscrição bilíngue de Isaías 65:2–3 na fachada, uma admoestação aos judeus
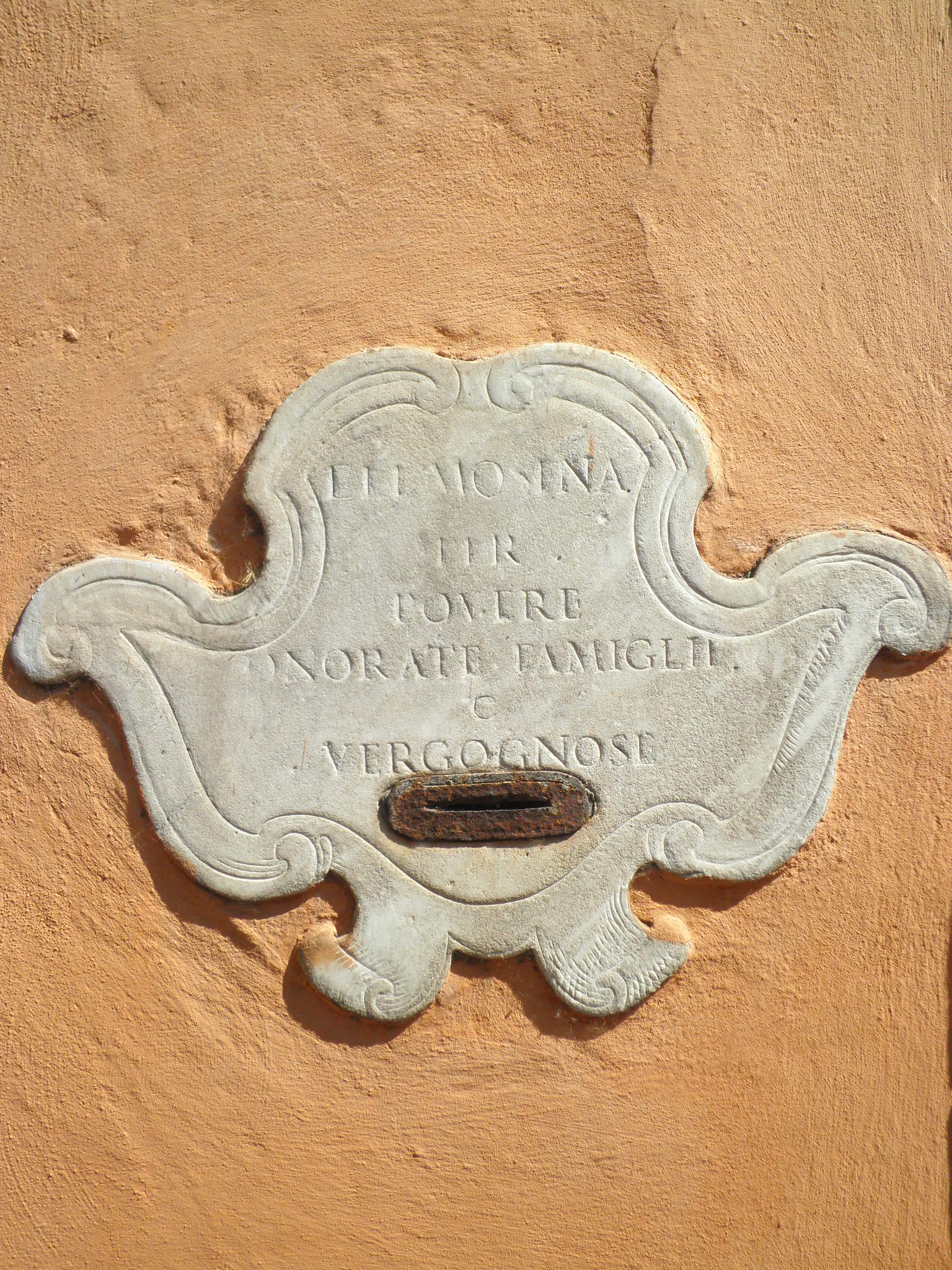
Abertura para esmolas às famílias "empobrecidas e envergonhadas"
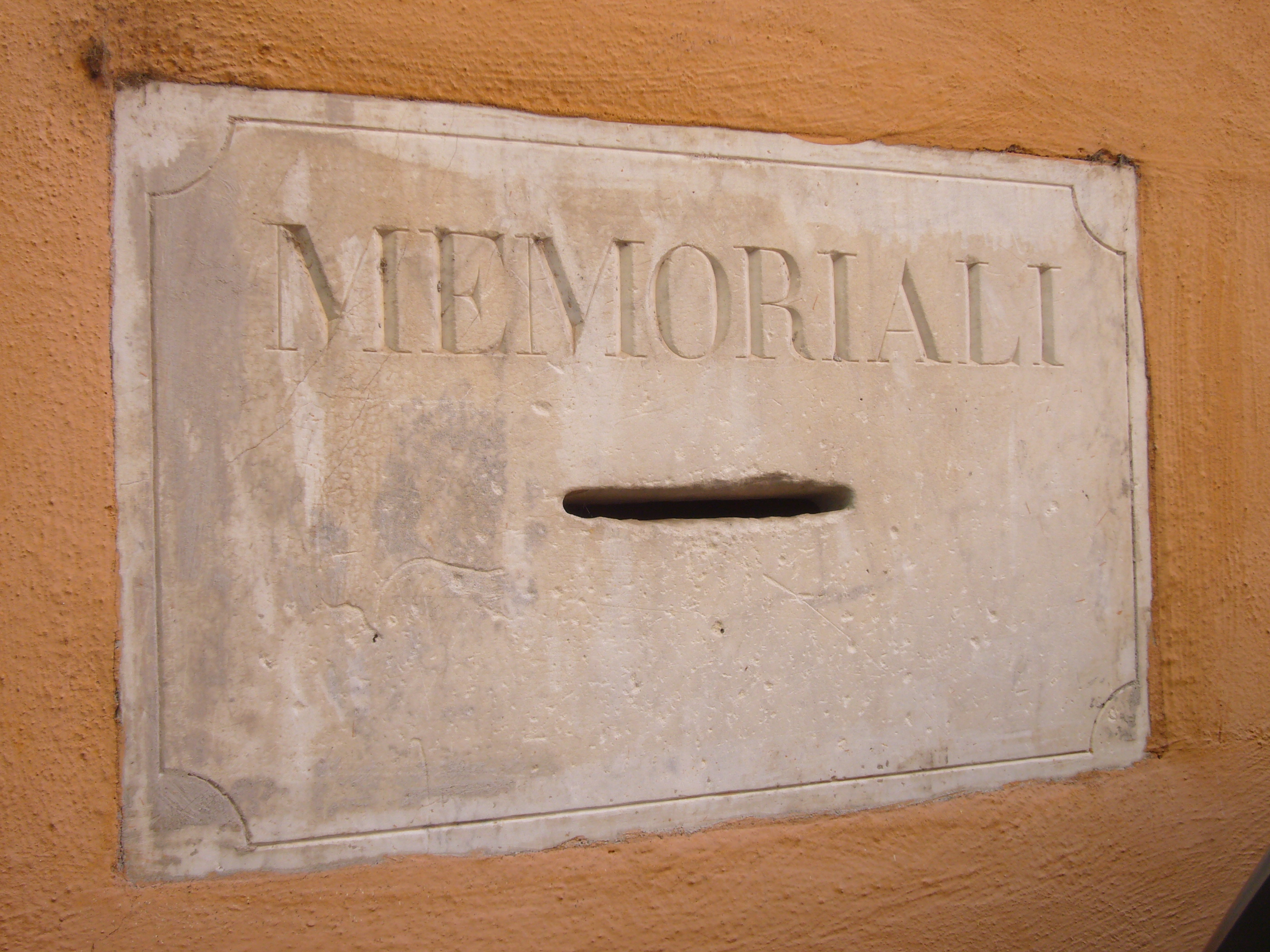
Abertura para informar aos padres quais famílias estavam empobrecidas